# Diploastrea
Genre
Synonymes
- Thegioastraea Sismonda, 1871[1]

Diploastrea est un genre de coraux durs de la famille des Diploastreidae dont toutes les espèces, à l'exception de Diploastrea heliopora, sont fossiles.

## Liste d'espèces
Selon World Register of Marine Species (22 mai 2021) :
- † Diploastrea aeqalis Budd, 1992
- † Diploastrea aequalicostata (Osasco, 1897)
- † Diploastrea applanata Gerth, 1925
- † Diploastrea bacata Budd, 1992
- † Diploastrea crassolamellata (Duncan, 1863)
- † Diploastrea diversiformis (Michelin, 1842)
- † Diploastrea harrisi Wells, 1932
- Diploastrea heliopora (Lamarck, 1816)
- † Diploastrea hilli Wells, 1933
- † Diploastrea magnifica (Duncan, 1863)
- † Diploastrea polygonalis (Martin, 1880)
- † Diploastrea taurinensis (d'Achiardi, 1868)
- † Diploastrea vaughani Wells, 1933